# Hélder Oliveira
Hélder Oliveira (nascido em 13 de setembro de 1960) é um atleta português. Ele competiu na marcha de 20 quilómetros nos Jogos Olímpicos de Verão de 1988.